# Agostino Salombrini
Compléments
Salombrini fit connaitre l'usage de la quinine pour lutter contre les fièvres tropicales
Agostino Salombrini (ou Augustin Salumbrini), né en 1564 à Forlì (Italie) et mort le 3 août 1642 à Lima (Pérou) est un frère jésuite italien et pharmacien. Directeur de l'infirmerie et pharmacie du collège Saint-Paul à Lima, il fait connaitre et répand en Europe l’usage de la quinine. 

## Biographie
Accusé de meurtre à Ravenne, Salombrini est emmené à Rome comme prisonnier. Il y est innocenté et libéré. Rencontrant Philippe Néri, il se place sous sa direction spirituelle. Il fait les Exercices spirituels d'Ignace de Loyola, à la suite desquels il demande son admission dans la Compagnie de Jésus comme frère coadjuteur. Admis le 6 avril 1582, il fait ses deux ans de noviciat à Saint-André, à Rome (1582-1584).    

### Infirmier en Europe
Sa formation spirituelle initiale terminée, Salombrini est infirmier au collège de Milan puis à Rome, où il assiste Louis de Gonzague durant sa dernière maladie (1590). À Rome, il est en contact avec le père Diego de Torres Bello (1601), procureur du Pérou. Enthousiasmé par ce qu’il entend raconter à propos des missions du Nouveau Monde, il se porte volontaire. Le Supérieur général Claudio Acquaviva répond favorablement à sa demande et, en compagnie du père Diego de Torres Bello, Salombrini débarque à Lima, capitale de la Vice-royauté du Pérou, le 22 novembre 1604. Il y est immédiatement nommé pharmacien-infirmier du prestigieux collège Saint-Paul.

### Pharmacien à Lima
Durant trente-huit ans, c’est-à-dire jusqu'à sa mort, le frère Salombrini est infirmier au collège Saint-Paul — qui par ailleurs est un centre culturel, intellectuel et scientifique de première importance dans l’empire colonial espagnol. Il s’occupe des trousses médicales à envoyer aux différents postes de missions, et, surtout, y développe un jardin médicinal sans pareil dans le Nouveau Monde.  
Au fil des années, Salombrini recueille diverses plantes recommandées par les indigènes. Il les cultive dans son jardin médicinal, expérimente dans son laboratoire professionnel, et envoie le fruit de ses découvertes dans les diverses missions du Chili, Paraguay, Bolivie et ailleurs.  
Dès les années 1620, la réputation du frère Salombrini et de sa pharmacopée dépasse les murs du collège et des établissements jésuites, et même de la capitale de l'empire colonial espagnol. Cela se transforme même en commerce, ce qui ne manque pas d'inquiéter ses supérieurs religieux. 
Ayant établi les propriétés médicinales du quinquina, Salombrini en fait la distribution dans les missions avoisinantes. Le succès remarquable obtenu fait qu'en 1642 le père Alonso Messia Venegas est chargé d'en emporter avec lui à Rome. Très rapidement, son extraordinaire efficacité comme médicament fébrifuge (contre le paludisme) est connue à travers toute l'Europe. 
Le frère Agostino Salombrini meurt au collège Saint-Paul de Lima le 3 août 1642.